# Ebenezer Ofori
Ebenezer Ofori (* 1. Juli 1995 in Kumasi) ist ein ghanaischer Fußballspieler.

## Karriere

### Verein
Er kam 2013 von New Edubiase United zum AIK Solna.
Am 31. Januar 2017 wechselte Ofori zum VfB Stuttgart.
Am 21. Februar 2018 wechselte Ofori bis zum Jahresende auf Leihbasis in die Major League Soccer zum New York City FC. In der Saison 2018 kam er auf 27 Einsätze in der regular Season (ein Tor) sowie zu einem Einsatz in den Play-offs. Im Januar 2019 kehrte Ofori nicht nach Stuttgart zurück, stattdessen wurde die Leihe für die Saison 2019 verlängert.
Anfang 2020 kehrte Ofori zu seinem ehemaligen Verein AIK Solna zurück. Hier war er zunächst unter Trainer Rikard Norling zu Saisonbeginn Stammspieler, ehe er sich am achten Spieltag beim Aufwärmen vor der Partie gegen IK Sirius verletzte und ausfiel. Anlässlich des Tvillingderbyt gegen Djurgårdens IF kehrte er zwei Wochen später auf den Rasen zurück, bei der 0:1-Niederlage musste er erneut verletzungsbedingt frühzeitig ausgewechselt werden. Die Fußverletzung behinderte ihn immer wieder über den Sommer, zudem musste er nach einem erneuten Comeback beim 0:0-Unentschieden gegen Malmö FF aufgrund einer in dem Spiel gesehenen gelb-roten Karte erneut pausieren und konnte sich somit nicht dauerhaft in der seit Ende Juli 2020 von Bartosz Grzelak trainierten Mannschaft etablieren. In der folgenden Spielzeit bestand das zentrale Mittelfeldduo unter Grzelak aus Sebastian Larsson und Bilal Hussein, Ofori musste sich zudem zeitweise auch hinter Nachwuchsspieler Yasin Ayari einreihen und stand somit lediglich bei vier seiner 16 Saisoneinsätze in der Startformation. Im Januar 2022 wechselte er daraufhin auf Leihbasis für anderthalb Jahre nach Dänemark zum seinerzeitigen Tabellenschlusslicht Vejle BK. Unter Peter Sørensen sowie Ivan Prelec, dessen Nachfolger als Cheftrainer ab dem 15. März 2022, war er über weite Strecken Stammspieler im Abstiegskampf an der Seite von Denis Kolinger, Andrés Ponce, Lundrim Hetemi, Tobias Mølgaard und Torhüter Alexander Brunst. 

### Nationalmannschaft
Ofori erreichte mit der ghanaischen U-20-Nationalmannschaft bei der U-20-Afrikameisterschaft 2013 das Endspiel und bei der U-20-Weltmeisterschaft 2013 den dritten Platz. Er gab für Ghana bei der Afrikameisterschaft 2017 am 4. Februar 2017 im Spiel um Platz 3 gegen Burkina Faso sein A-Länderspieldebüt.